# Kevin Jörg
Kevin Jörg, né le 11 septembre 1995, est un ancien pilote automobile suisse.

## Carrière

### Résultats en monoplace
| Saison | Championnat                     | Écurie                | Courses | Victoires | Pole positions | Meilleurs tours | Podiums | Points | Classement |
| ------ | ------------------------------- | --------------------- | ------- | --------- | -------------- | --------------- | ------- | ------ | ---------- |
| 2011   | Formule Abarth Série Européenne | Jenzer Motorsport     | 4       | 0         | 0              | 0               | 0       | 7      | 19e        |
| 2011   | Formule Abarth Série Italienne  | Jenzer Motorsport     | 2       | 0         | 0              | 0               | 0       | 2      | 22e        |
| 2011   | L&O Formel Junior Meisterschaft | Jo Zeller Racing      | 2       | 0         | 0              | 0               | 0       | 5      | 12e        |
| 2011   | Formule BMW Talent Cup          | écurie inconnue       | 1       | 0         | 0              | 0               | 0       | N/A    | 4e         |
| 2012   | Formule Abarth Série Européenne | Jenzer Motorsport     | 24      | 0         | 1              | 0               | 6       | 176    | 6e         |
| 2012   | Formule Abarth Série Italienne  | Jenzer Motorsport     | 18      | 0         | 0              | 0               | 3       | 122    | 6e         |
| 2012   | Eurocup Formula Renault 2.0     | EPIC Racing           | 2       | 0         | 0              | 0               | 0       | 0      | n.c        |
| 2012   | Formula Renault 2.0 NEC         | Daltec Racing         | 2       | 0         | 0              | 0               | 0       | 3      | 47e        |
| 2013   | Eurocup Formula Renault 2.0     | Jenzer Motorsport     | 14      | 0         | 0              | 0               | 0       | 2      | 23e        |
| 2013   | Formula Renault 2.0 Alps        | Jenzer Motorsport     | 14      | 0         | 0              | 0               | 3       | 90     | 4e         |
| 2014   | Eurocup Formula Renault 2.0     | Josef Kaufmann Racing | 14      | 1         | 0              | 0               | 2       | 87     | 6e         |
| 2014   | Formula Renault 2.0 NEC         | Josef Kaufmann Racing | 7       | 2         | 2              | 3               | 3       | 118    | 13e        |
| 2015   | Eurocup Formula Renault 2.0     | Josef Kaufmann Racing | 17      | 1         | 1              | 2               | 6       | 193    | 3e         |
| 2015   | Formula Renault 2.0 NEC         | Josef Kaufmann Racing | 16      | 2         | 2              | 3               | 11      | 305    | 2e         |
| 2016   | GP3 Series                      | DAMS                  | 18      | 0         | 0              | 0               | 0       | 26     | 14e        |
| 2017   | GP3 Series                      | Trident Racing        | 15      | 0         | 0              | 0               | 1       | 28     | 12e        |